# Sân bay Olbia - Costa Smeralda
Sân bay Olbia - Costa Smeralda là một sân bay quốc tế ở Olbia, Italia (IATA: OLB, ICAO: LIEO).

## Các hãng hàng không và các tuyến điểm
- Air Alps (Perugia)
- Air Italia (Bari, Milan-Malpensa) [begins June 2]
- easyJet (Berlin-Schönefeld, Bristol, London-Gatwick, Milan-Malpensa)
  - easyJet được cung ứng bởi easyJet Switzerland (Basel, Geneva)
- Iberia
  - Iberia được cung ứng bởi Air Nostrum (Barcelona, Madrid) [theo mùa]
- Intersky (Friedrichshafen)
- Jet2.com (Leeds-Bradford)
- Lufthansa
  - Lufthansa Regional được cung ứng bởi Lufthansa CityLine (München)
- Meridiana (Bologna, Cagliari, Florence [theo mùa, 14 tháng 6 – 13 tháng 9], London-Gatwick, Milan-Linate, Milan-Malpensa, Rome-Fiumicino, Turin, Verona)
- Ryanair (Birmingham)
- Thomas Cook Airlines (London-Gatwick) [theo mùa]
- TUIfly (Cologne/Bonn, Düsseldorf, Frankfurt, Hamburg, Hanover, Munich, Stuttgart)